# Miura 1
Miura 1 (ancienne Arion 1) est une fusée-sonde espagnole développée par la société PLD Space, dont le premier vol a eu lieu le 7 octobre 2023 depuis le Centre d'experimentation de El Arenosillo dans la province de Huelva en Andalousie. Elle permet de lancer à une altitude de 150 km une charge utile de 100 kg. La fusée est conçue pour être réutilisable. Miura 1 ne comporte qu'un seul étage et est propulsée par un moteur-fusée à ergols liquides brulant un mélange de kérosène et de LOx. Elle constitue la première étape du développement du lanceur léger espagnol Miura 5.

## Historique

### Constructeur
La société PLD Space est créée en 2011 à Elche, ville espagnole située à une vingtaine de kilomètres d'Alicante. L'objectif de la société est de développer des fusées-sondes et des lanceurs légers. PLD Space dispose d'un banc d'essais de moteur-fusée situé sur l'aérodrome de Téruel. La société est financée principalement par des fonds publics espagnols, l'Union européenne (programme SMILE : Small Innovative Launcher for Europe) et l'Agence spatiale européenne (programme LPSR : Liquid Propulsion Stage Recovery).
La société développe le petit lanceur suborbital mono-étage Miura 1 dont le premier vol a lieu le 7 octobre 2023. Cette fusée sert de banc d'essais pour le lanceur léger Miura 5 dont le premier vol est prévu vers 2024.

### Premier vol
Le planning initial prévoyait un premier vol en mars 2023. Il sera reporté plusieurs fois, le 31 mai 2023 en raison des vents, et le 17 juin 2023 à la suite d'un problème sur l'un des tuyaux d'alimentation en énergie.
Le tir inaugural a lieu le 7 octobre 2023, à 2h19, depuis le Centre d'experimentation de El Arenosillo sur le terrain militaire de Medano del Loro, quelques kilomètres à l'est de la ville de Huelva en Andalousie. La fusée s'est élevée à 46 kilomètres d'altitude, avant de retomber comme prévu dans l'océan Atlantique, 5 minutes après son décollage, cependant, sa récupération échoue.

## Caractéristiques techniques
Miura 1 est une fusée-sonde mono-étage haute de 12,5 m pour un diamètre de 70 cm et une masse de 2,55 t. La propulsion est assurée par un unique moteur-fusée à ergols liquides TEPREL-1B développé en interne. Celui-ci a une poussée de 30 kN au niveau de la mer et brûle un mélange de kérosène et d'oxygène liquide. Il est alimenté par mise sous pression des réservoirs par de l'hélium. Le contrôle d'orientation est effectuée en faisant pivoter le moteur-fusée qui est monté sur cardan et à l'aide de huit petits moteurs-fusées à gaz froid expulsant de l'azote et ayant une poussée unitaire de 30 N. Ces derniers contrôlent le roulis durant la phase propulsive et l'orientation dans les trois axes lors de la redescente du lanceur vers le sol. La fusée emporte 1 100 kg d'oxygène liquide, 600 kg de kérosène, 260 L d'hélium sous une pression de 415 bar et 27 L d'azote sous une pression de 200 bar. Le compartiment de la charge utile située dans la coiffe peut comprendre jusqu'à quatre équipements différents dans des compartiments qui restent étanches et pressurisés durant l'ensemble de vol. Les charges utiles sont reliées au compartiment de l'avionique situé immédiatement en-dessous qui leur fournit l'énergie électrique et transmet les télémesures au sol tout en recevant les commandes.

## Déroulement d'un lancement
La fusée-sonde est assemblée sans sa charge utile dans les locaux de la société PLD Space situés à Elche. Elle est transportée sur une rampe de lancement mobile d'abord jusqu'au site de test de Teruel pour tester sur un banc d'essais le fonctionnement de sa propulsion. La fusée est ensuite amenée jusqu'au site de lancement. La fusée-sonde est conçue pour être lancée principalement depuis le site d'El Arenosillo près de la ville de Huelva située sur la côte sud de l'Espagne bordant l'océan Atlantique. Cette base de lancement, d'où plus de 550 fusées-sondes ont été lancées, est équipée de tous les moyens de suivi nécessaires : radar, caméras infrarouge, centre de contrôle, station météorologique, émetteurs-récepteurs radio. Des installations spécifiques ont été édifiées pour la fusée-sonde Miura 1. Elles comprennent un bâtiment d'assemblage pour la préparation et l'installation des charges utiles dans la fusée, des systèmes de stockage des ergols et des gaz utilisés par Miura 1 et un pas de tir comprenant un système de déluge.
Une campagne de tir dure 14 jours. Elle débute par le transport de la charge utile, qui a été vérifiée au préalable au siège de PLD Space, jusqu'au site de lancement. Celle-ci est assemblée avec le lanceur dix jours avant le tir dans le bâtiment d'assemblage puis l'ensemble subit différents tests pour s'assurer de son fonctionnement. Le lanceur est amené en position horizontale sur sa rampe de lancement mobile jusqu'au pas de tir la veille du lancement. Une répétition du lancement est alors effectuée sans toutefois remplir les réservoirs. Le compte à rebours débute quatre heures avant le décollage et le remplissage des réservoirs 45 min avant celui-ci. Le moteur-fusée est mis à feu deux secondes avant le décollage (t). Quinze secondes après celui-ci, le système de contrôle d'orientation modifie la trajectoire pour que la fusée retombe plus loin des côtes. Le moteur s'éteint à t+51 s alors que la fusée-sonde a atteint une altitude de 51 km. Elle poursuit son ascension grâce à la vitesse acquise. Les conditions de micro-gravité débutent à t+145 s. L'apogée est atteinte à t+270 s à une altitude de 153 km. Le vol dure en tout 12,5 min et comprend une phase de micro-gravité (10−4 g) longue de 3,7 à 4,7 min. La fusée et la charge utile redescendent verticalement nez pointé vers le bas (l'orientation est maintenue à l'aide des petits moteurs-fusées expulsant de l'azote) pour éviter que la vitesse n'entraine leur désintégration puis un parachute se déploie pour permettre un amerrissage en douceur. L'ensemble se pose en mer à environ 40 km de la côte où il est récupéré par un bateau. La fusée est conçue pour être réutilisable.